# 91. pěší pluk
91. pěší pluk (celý název k.u.k. Böhmisches Infanterie Regiment „Freiherr von Czibulka“ Nr. 91) byl v letech 1883 až 1918 pěší pluk Rakousko-uherské armády. Po skončení první světové války a vzniku První republiky se stal součástí Československé armády, jako 1. českobudějovický pěší pluk, a později byl opět označen jako 91. pěší pluk (vojska domácího). V říjnu 1920 byl 91. pěší pluk sloučen s 1. střeleckým plukem Československých legií do pěšího pluku 1.

## Historie pluku v Rakousko-Uhersku

### Doplňovací obvod
Okresy České Budějovice, Český Krumlov a Prachatice

### Egalizační barva
- Výložky: papouškově zelená
- Knoflíky: zlaté

### Posádky pluku
- Štáb: Praha
- II. a III. prapor: Praha
- I. prapor: od roku 1906 byl umístěn v Dalmácii[1]
- IV. prapor: České Budějovice

### Osobnosti 91. pěšího pluku
- Jan Evangelista Eybl
- Jaroslav Hašek[2]
- Gustav Jungbauer
- Ludvík Purm
- Vinzenz Sagner
- Jan Rafael Schuster
- Fráňa Šrámek[2]

### 91. pluk v literatuře

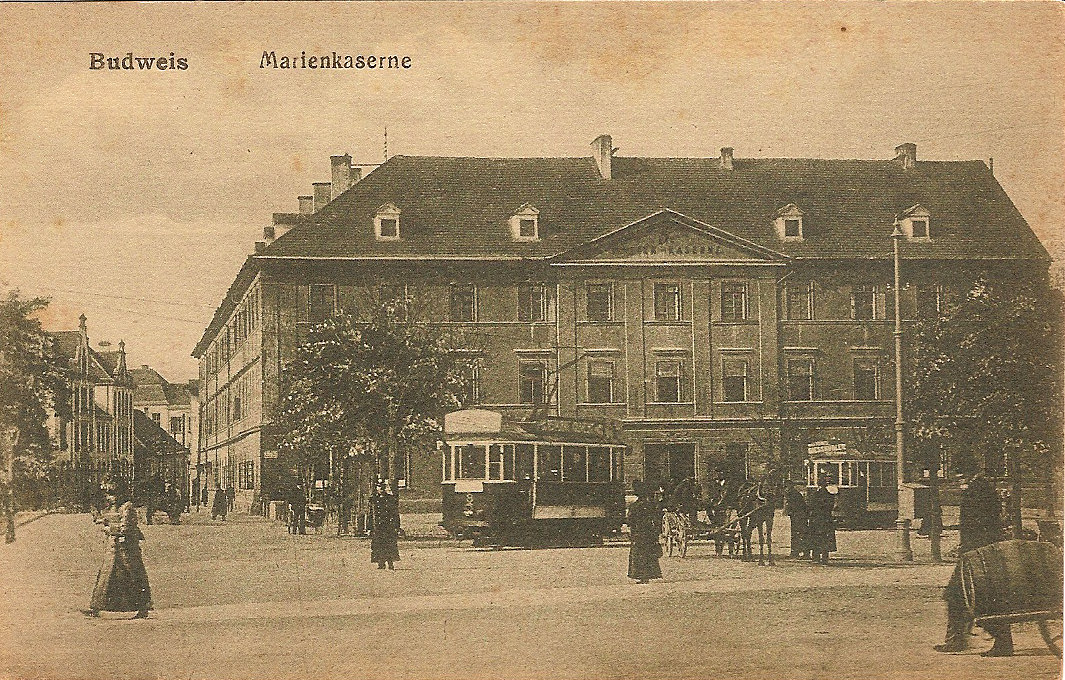
Mariánská kasárna v Českých Budějovicích na počátku 20. století

Široké veřejnosti je pluk znám zejména jako útvar u něhož se odehrává část děje románu Osudy dobrého vojáka Švejka za světové války spisovatele Jaroslava Haška. V románu se objevuje mj. odkaz na sídlo štábu pluku v Karlínských kasárnách v Praze a na Mariánská kasárna v Českých Budějovicích. Autorova fikce je často konfrontována se vzpomínkami dalších příslušníků 91. pluku.

### První světová válka
IR 91 spadal do VIII. sboru, do 17. pěší brigády a 9. pěší divize. Pluk (kromě mužstva detašovaného I. praporu) měl koncem července 1914 válečný počet 3300 mužů, shromážděných v Českých Budějovicích.

#### Náhradní prapor
Sídlo náhradního praporu bylo nejdříve v Českých Budějovicích, dne 2. června 1915 byl prapor přeložen do Brucku nad Litavou, přesněji do Bruckneudorfu (maďarsky Királyhida). Od náhradního praporu byly vypravovány pochodové prapory.

#### Srbská fronta

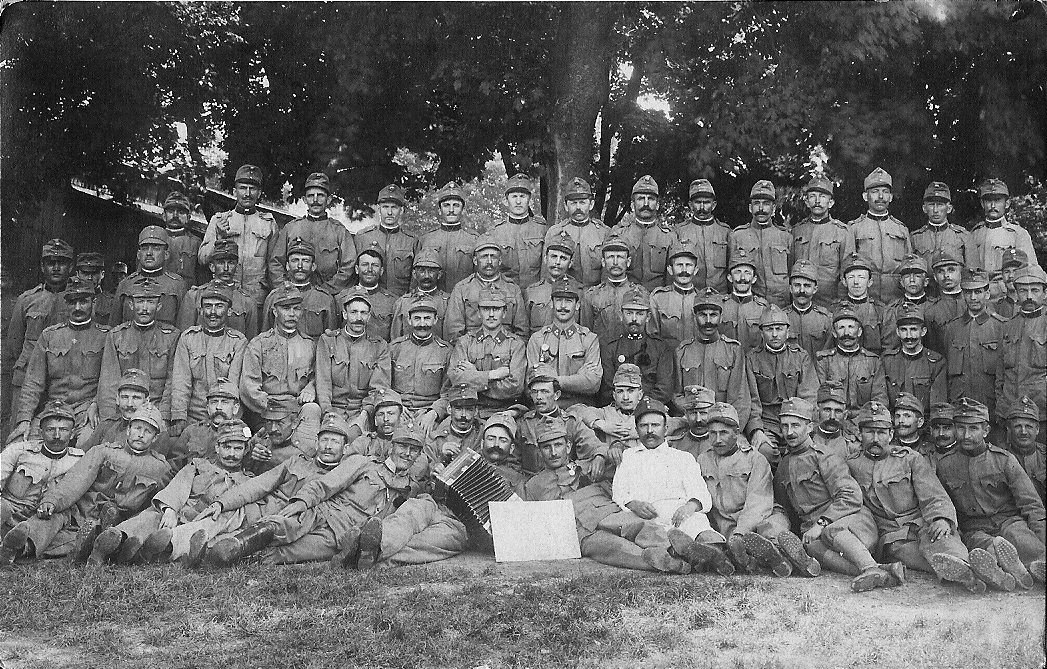
Náhradní prapor 91. pěšího pluku

Štáb pluku a část mužstva odjel na frontu 31. července 1914. Další transport byl vypraven 1. srpna. Pluk (kromě I. praporu) se stal součástí 9. pěší divize, která byla součástí VIII. sboru a 5. armády. Pluk měl na srbské frontě velké ztráty. Jen při bitvě na řece Kolubaře u Lajkovace v 2. polovině listopadu 1914 padlo 179 mužů, 891 jich bylo raněno. 324 mužů bylo nezvěstných.

##### Ztráty I. praporu
Velké ztráty měl též I. prapor, který byl umístěn v Dalmácii   Jen dne 13. listopadu 1914 během boje o Osladić padlo 35 mužů a 145 jich bylo zraněno. Dne 23. listopadu 1914 padlo v boji o Maljen 28 mužů a 105 mužů, včetně 6 důstojníků, bylo zraněno.

#### Ruská fronta

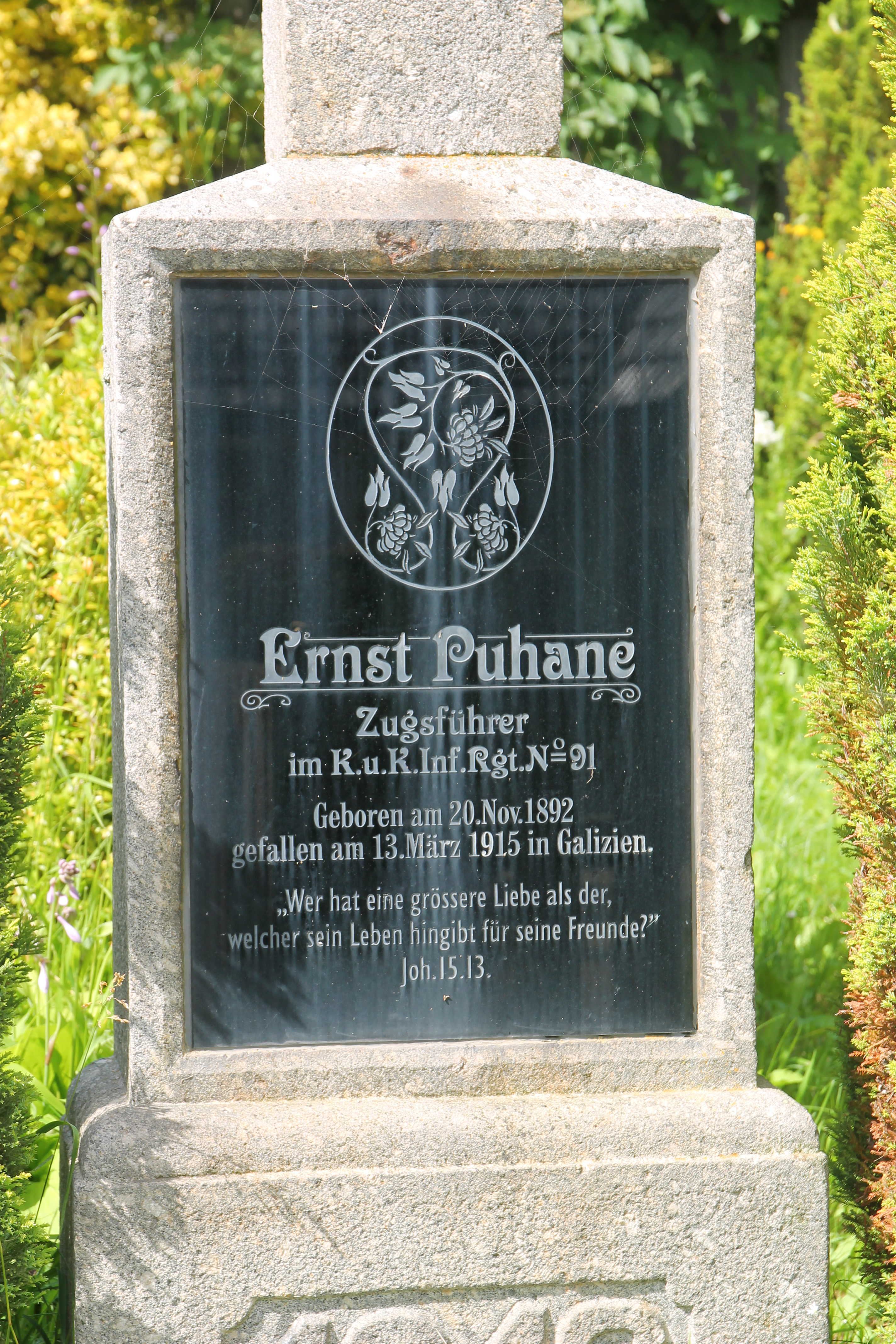
Pamětní deska na křížku ve vesnici Cejsice u Vimperka upomínající na četaře (Zugsführer) 91. pluku Ernsta Puhaneho, který padl 13. března 1915 v Haliči

Po ústupu ze Srbska byla 9. pěší divize, včetně 91. pluku přesunuta na ruskou frontu, kde jen na přelomu března a dubna 1915 padlo 45 mužů, 81 mužů bylo raněno a 87 mužů bylo zajato. 684 mužů bylo nezvěstných; pravděpodobně však byli také zajati, protože 3 setniny III. praporu padly na Malém Žolobinu (dnes Tworylczyk v polských Bieszczadech) do ruského zajetí.

##### Bitva u Sokalu
Ve dnech 15. července1915 až 1. srpna 1915 proběhla bitva u Sokalu, při které pluk měl 91 padlých, 440 nezvěstných, 39 nemocných a 9 prokazatelně zajatých.

##### Bitva u Chorupan
Poblíž cca 12 km severozápadně od Dubna vzdálené vesnice Chorupany měl pluk dne 24. září 1915 19 mužů padlých, 76 raněných a 520 zajatých. Osud 426 mužů se nepodařilo zjistit. Zajat zde byl i Jaroslav Hašek.

#### Italská fronta
Prapor pluku I/91 byl převelen ze srbské fronty na italskou frontu a účastnil se třetí bitvy na Soči. Pluk byl na italskou frontu nasazen v květnu 1916, pluk zde trpěl podvýživou a nemocemi. Jen ve dnech 23. až 29. května 1917 pluk ztratil 1457 mužů, z toho 102 padlých. Z italské fronty byl pluk v září 1918 převelen na srbskou frontu, kde jej zastihl konec války a rozpad monarchie.

## Historie pluku po vzniku Československa
Velitelem československého 91. pěšího pluku byl od listopadu 1918 do konce ledna 1919  hejtman Vinzenz Sagner, který pak používal počeštěnou podobu svého jména, a to Čeněk Ságner.  Koncem roku 1918 pluk zasahoval proti separatistickým snahám v jihočeském pohraničí. 1. polní prapor pak  byl dne 22. 12. 1918  vyslán zajišťovat pořádek na Liberecku; koncem ledna 1919 byl tento prapor rozpuštěn. Od konce dubna 1919 do konce září 1920 pak 91. pluk operoval na Slovensku.